# Woo-Su Choi
Woo-Su Choi (ur. 12 lipca 1986) – nowozelandzki judoka.
Uczestnik mistrzostw świata w 2009 i 2010. Startował w Pucharze Świata w 2009 i 2010. Wygrał mistrzostwa Oceanii w 2010 i drugi w 2012 roku.